# Folke Sundquist
Folke Sundquist (* 4. November 1925 in Falun; † 13. Januar 2009 in Malmö) war ein schwedischer Schauspieler. 

## Leben
Sundquist wurde in Zentralschweden in der Nähe des Sees Runn gelegenen Bergarbeiterstadt Falun geboren. Nach der Sekundarschule absolvierte er ab Anfang der 1940er Jahre eine Schauspielausbildung an der Schauspielschule des Stadttheaters Göteborg (Göteborgs Stadsteater).
Dort gab er 1947 auch sein Bühnendebüt als Theaterschauspieler. Im September 1947 spielte er dort in der Neuinszenierung von August Strindbergs Schauspiel Ein Traumspiel. Außerdem trat er am Stadttheater Göteborg in dem Schauspiel Hans Nåds Testamente (Das Testament seiner Gnade) von Hjalmar Bergman auf; seine Partnerin in diesem Stück war damals die junge Schauspielerin Ulla Jacobsson.
1950 wurde Sundquist an das Stadttheater Malmö (Malmö Stadsteater) engagiert; diesem Theater blieb er in den folgenden über dreißig Jahren seiner Bühnenkarriere verbunden. Als Schauspieler interpretierte Sundquist ein breites Repertoire, das Stücke von William Shakespeare, das skandinavische Theater der Jahrhundertwende, aber auch Stücke der Moderne und des zeitgenössischen Theaters umfasste. Sundquist spielte sowohl Rollen im ernsten Fach als auch in Komödien; gelegentliche Ausflüge unternahm er auch zur Operette und zum Musical. 
Er trat unter anderem in Was ihr wollt, Andromache, Die Kameliendame (1956 als Armand Duval mit Inga Tigblad in der Titelrolle), in den Komödien Einladung ins Schloß und Das Orchester von Jean Anouilh, in dem Lustspiel Die Lästerschule (Skandalskolan) von Richard Brinsley Sheridan und in den Musicals My Fair Lady und Irma la Douce auf. 1954 spielte er unter der Regie von Ingmar Bergman den Studenten in Strindbergs Kammerspiel Die Gespenstersonate. 1955 war er der Erzähler (Tod) in Bergmans Einakter Trämålning, der Keimzelle für Bergmans späteren Film Das siebente Siegel. 1958 folgte unter Bergmans Regie die Rolle des Sune in Sagan von Hjalmar Bergman. Unter Ingmar Bergmans Regie spielte Sundquist 1958 auch den Valentin im Urfaust von Johann Wolfgang von Goethe. Außerdem übernahm er 1958 unter Bergmans Regie den Erik in dem Volksstück Värmlänningarna von Fredrik August Dahlgren (1816–1895). 1983 beendete er am Stadttheater Malmö seine Schauspielerkarriere mit der Titelrolle in Molières Komödie Tartuffe.
Sundquist arbeitete auch für den Film und das Fernsehen. Zwischen 1951 und 1968, dem Ende seiner Filmkarriere, drehte er ungefähr zwanzig Kino- und Fernsehfilme; danach widmete sich Sundquist ausschließlich seiner Karriere als Theaterschauspieler. Für den Film entdeckt wurde Sundquist von dem schwedischen Regisseur Arne Mattsson bei einer Aufführung von Hans Nåds Testamente in Göteborg. Er besetzte Sundquist und Jacobsson daraufhin für sein Filmdrama Sie tanzte nur einen Sommer (1951). Sundquist spielte darin den Abiturienten Göran Stendahl, der sich während der Sommerferien auf dem Land in das Bauernmädchen Kerstin verliebt. Eine kurze Liebesszene, in der Sundquist und Jacobsson völlig nackt zu sehen waren, sorgte damals für Aufsehen.
Unter Mattssons Regie verkörperte er außerdem den Studenten Torben Altman in dem Liebesdrama Es geschah aus heißer Jugendliebe (1952), einen Gefängnisinsassen in dem Filmdrama Das Brot der Liebe (1953) und den Geschäftsmann Christer Berg in seinem letzten Film, Bamse (1968), in dem er nochmals gemeinsam mit Ulla Jacobsson zu sehen war. Für das Kino arbeitete er ebenfalls mit Ingmar Bergman zusammen. In dessen Filmdrama Wilde Erdbeeren (1957) verkörperte er den Anhalter Anders und war einer der Verehrer der Filmfigur Sarah.   
Nach dem Ende seiner Karriere widmete sich Sundquist in den 1980er Jahren humanitären Hilfsprojekten, unter anderem in Griechenland. Sundquist starb nach kurzer Krankheit im Alter von 83 Jahren.

## Filmografie (Auswahl)
- 1951: Sie tanzte nur einen Sommer (Hon dansade en sommar)
- 1952: Es geschah aus heißer Jugendliebe (För min heta ungdoms skull)
- 1953: Das Brot der Liebe (Kärlekens bröd)
- 1955: Die Toteninsel
- 1956: Flickan i frack
- 1957: Es geschah in einer Frühlingsnacht (Livets vår)
- 1957: Wilde Erdbeeren (Smultronstället)
- 1961: Ljuvlig är sommarnatten
- 1968: Bamse